# Sierra Blanca
Sierra Blanca es un macizo montañoso de cordillera Penibética, situado en la provincia de Málaga, en Andalucía (España). Debe su nombre al color blanquecino de su roca caliza que contrasta fuertemente con los tonos rojizos de las peridotitas de Sierra Bermeja y Sierra Alpujata que la flanquean. 
El pico de la Concha (1215 m s. n. m.), llamado así porque visto desde el oeste se asemeja a la valva estriada de un molusco, es el segundo más alto tras el pico del Lastonar (1275 m s. n. m.)  Otros picos son: el cerro de la Zarina (1141 m) y la Cruz de Juanar (1178 m). 
Está situada entre la Costa del Sol Occidental y la sierra de las Nieves, entre los municipios de Istán, Ojén, Marbella y Monda.

## Historia
A la Cruz de Juanar, situada en el municipio de Ojén, se le puso este nombre debido a que unos marineros que estaban pescando, terminaron naufragando. Estos, desesperados porque se estaban casi ahogando, dijeron que en el primer trozo de tierra donde desembocaran iban a poner una cruz. Cuando llegaron a las playas de Marbella, pusieron la cruz en la montaña y por eso se le nombró como "Cruz de Juanar", esta montaña les salvó sus vidas. Ahora, todo el pueblo le tiene devoción a esa cruz, cada año, el día 1 de mayo, es el "Día de la Cruz de Juanar" y la gente pide deseos a la cruz esperando que se cumplan, además, celebran una misa ese mismo día. En la actualidad, en esta montaña existe un refugio llamado "Refugio de Juanar", donde la gente va a pasar tiempo, disponiendo de las instalaciones como el bar, el hotel... y disfrutando del campo y de las actividades deportivas como el senderismo.

## Flora y fauna
Su vegetación original eran un encinar sobre suelo calizo y un alcornocal sobre areniscas, sustituidos en los pisos más altos por el pinsapar. Su amplia cobertura forestal original fue arrasada para su utilización como combustible y traviesas en las minas de hierro establecidas en Marbella. Entre la vegetación actual se encuentran plantaciones de castaños, cerezos, helechos, olivares, dos pequeños pinsapares relícticos en proceso de recuperación más varios ejemplares de pinsapos de repoblación, y plantaciones forestales de pinos carrascos, piñoneros, insignes y resineros.
La fauna está representada por águilas reales, perdiceras, culebreras, azores, halcones peregrinos, buitres leonados, ginetas, tejones, cabras monteses, corzos, garduñas, zorros, jabalíes y conejos. Entre las especies extintas se cuentan el quebrantahuesos, el lobo y el lince ibérico en el siglo XX, y el oso pardo, de cuya presencia en esta sierra dejaron constancia los cronistas de la corte de los reyes católicos, que recogieron los detalles de su paso por Marbella durante la reconquista.
En 2007 se ha propuesto la ampliación del parque natural de la Sierra de las Nieves para incluir el macizo de Sierra Blanca.